# Янаев, Хамзя Исмаилович
Хамзя Исмаилович Янаев (2 июня 1924 — 4 ноября 1997) — полный кавалер ордена Славы, участник Великой Отечественной войны.

## Биография
Янаев Хамзя Исмаилович родился в 1924 году в маленьком татарском селе Кочалейка, ныне — Каменского района Пензенской области. По национальности татарин. Получил начальное образование и работал трактористом.

### Участие в Великой Отечественной войне
Был призван на военную службу в РККА в августе 1942 года и попал на фронт Великой Отечественной войны в июне 1943 года. Служил автоматчиком 80-го отдельного мотоциклетного батальона (5-й гвардейский танковый корпус, 38-я армия, 1-й Украинский фронт).
В ноябре 1943 года в районе Киева лично уничтожил 3 гитлеровских солдата и захватил «языка» во вражеском блиндаже.
19 января 1944 года в районе Кобыляки, Ризино (Украина) собрал ценные разведывательные данные, находясь в тылу врага в составе разведывательной группы. Приказом от 1 марта 1944 года за мужество и отвагу, проявленные в боях, гвардии ефрейтор Янаев Хамзя Исмаилович был награждён орденом Славы 3-й степени (№ ?).
20 марта 1945 года в боях за город Вена гвардии ефрейтор Янаев первым ворвался в дом, где засел враг, и огнём из автомата и гранатами поразил несколько пехотинцев. Приказом от 31 мая 1945 года гвардии ефрейтор Янаев Хамзя Исмаилович награждён орденом Славы 2-й степени (№ 28422).
19 апреля 1945 года близ населённого пункта Хагенберг (Австрия) командир мотоциклетного отделения Янаев гранатами подбил танк, отражая контратаку противника. 24 апреля 1945 года в районе города Брно Янаев лично истребил восемь гитлеровцев и пленил одного.
Указом Президиума Верховного Совета СССР от 31 мая 1945 год награждён орденом Славы 3-й степени, а 23 сентября 1962 года перенаграждён орденом Славы 1-й степени (№ 2970) и стал полным кавалером ордена Славы.

### Послевоенные годы
По окончании Великой Отечественной войны в 1945 году Янаев Хамзя Исмаилович был демобилизован. Он уехал в город Каменка, где и прожил всю жизнь. Работал плотником и заготовителем.
Янаев Хамзя Исмаилович скончался в 1997 году. Похоронен в родном селе Кочалейка.

## Награды
- Орден Славы 3-й степени (01.03.1944)
- Орден Славы 2-й степени (31.05.1945)
- Орден Славы 1-й степени (23.09.1962)
- Орден Отечественной войны 1-й степени
- Орден Красной Звезды
- Медали

## Память
- На доме где проживал Герой установлена мемориальная доска.